# Gunnar Lundberg (författare)
Gunnar Lundberg, född 1900, död 1943, var en svensk författare och manusförfattare. 

## Filmmanus
- 1942 - Nya tag i mossarna